# Biandrate
Biandrate là một đô thị ở tỉnh Novara ở vùng Piedmont của Ý, tọa lạc cách 70 km về phía đông bắc của Torino và khoảng 12 km về phía tây của Novara. Tại thời điểm ngày 31 tháng 12 năm 2004, đô thị này có dân số 1.124 người và diện tích là 12,7 km².
Biandrate giáp các đô thị: Casalbeltrame, Casalino, Recetto, San Nazzaro Sesia, San Pietro Mosezzo, và Vicolungo.